# Rüthnick
Rüthnick est une commune allemande de l'arrondissement de Prignitz-de-l'Est-Ruppin, Land de Brandebourg.

## Géographie
Rüthnick se situe à l'ouest d'une lande.
| Herzberg (Mark) |          |                  |
|                 | Rüthnick | Löwenberger Land |
|                 | Kremmen  |                  |

## Histoire
Rüthnick est mentionné pour la première fois en 1422 sous le nom de Ruthenicke. Le nom d'origine slave vient du fer des marais présent.

## Source, notes et références
- (de) Cet article est partiellement ou en totalité issu de l’article de Wikipédia en allemand intitulé « Rüthnick » (voir la liste des auteurs).